# Coupang

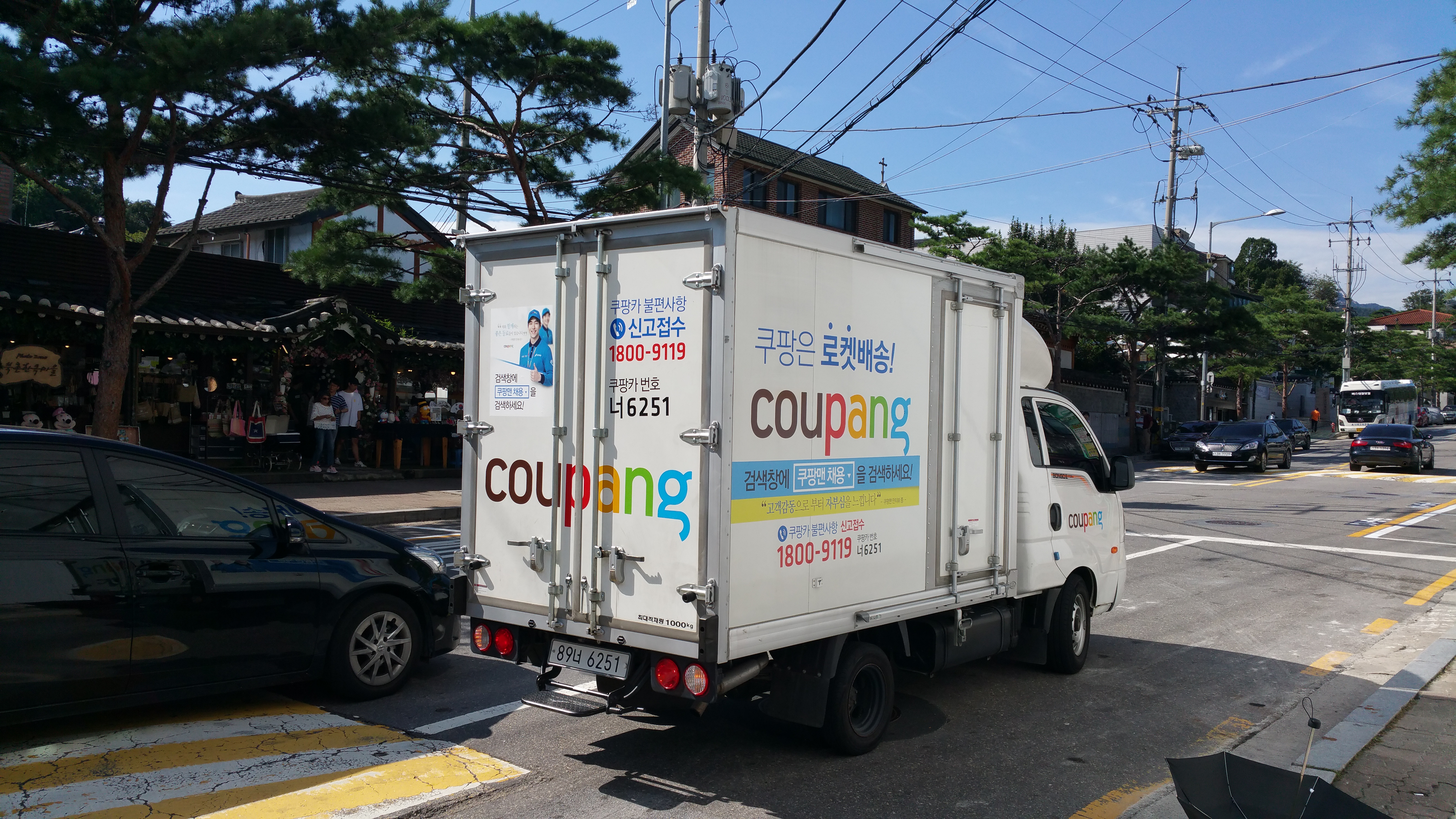
Camión de reparto Coupang en Seúl, 2017.

Coupang, Inc. (en coreano: 쿠팡) es una empresa de comercio electrónico de Corea del Sur con sede en Seúl, Corea del Sur, e incorporada en Delaware, Estados Unidos. Fundada en 2010 por Bom Kim, la empresa se expandió hasta convertirse en el mercado en línea más grande de Corea del Sur. Su expansión llevó a la empresa a la distribución de video streaming tras el lanzamiento del servicio Coupang Play. Coupang a menudo se conoce como el "Amazon de Corea del Sur", debido a su posición y tamaño corporativo en el mercado en línea de Corea del Sur.

## Descripción general
El primer mercado y el minorista en línea más grande de Corea del Sur, Los ingresos anuales de Coupang a partir de 2021 son de 18.400 millones de dólares estadounidenses. La red Rocket Delivery de la empresa ofrece entregas en el mismo día o al día siguiente de más de cinco millones de artículos únicos. Coupang afirma que el 99,6 por ciento de sus pedidos se entregan en 24 horas. 70% de los ciudadanos coreanos vive a menos de 10 minutos de un centro logístico de Coupang.
Coupang tiene su sede en Seúl, Corea del Sur, en el distrito de Songpa-gu. Coupang también tiene oficinas en Beijing, Shanghái, Los Ángeles, Mountain View y Seattle. Está constituida en Delaware, Estados Unidos.
Coupang fue fundada por Bom Kim en 2010. Kim, estudiante de la Universidad de Harvard, comenzó a estudiar para obtener su maestría en administración de empresas en la Escuela de Negocios de Harvard, pero abandonó el programa después de seis meses.
Kim registró a Coupang como sociedad de responsabilidad limitada en EE. UU., lo que le permitió acceder a financiación estadounidense. En noviembre de 2018, Coupang recibió una inversión de US$2 mil millones de SoftBank. Otros inversores importantes en Coupang incluyen BlackRock y Fidelity.
La compañía ha crecido durante la pandemia de COVID-19 con una mayor demanda de compras en línea. En julio de 2020, Coupang adquirió los activos del servicio de transmisión de Singapur HOOQ para formar el núcleo de su servicio de transmisión llamado Coupang Play.
Coupang tuvo su oferta pública inicial en la Bolsa de Valores de Nueva York el 11 de marzo de 2021.
El 4 de junio de 2021, Coupang anunció que había iniciado operaciones en Japón. El 8 de julio de 2021, la empresa se lanzó en Taiwán.

## Finanzas
Coupang ha crecido rápidamente. La empresa anunció en 2020 que sus ingresos anuales en 2019 aumentaron un 64,2% con respecto al año anterior y totalizaron 7,15 billones de wones (5900 millones de dólares). Su pérdida operativa en 2019 se redujo de 1,13 billones de wones a 720,500 millones de wones, una disminución del 36 por ciento. Las ganancias se atribuyeron a la expansión del servicio de entrega rápida en todo el país, incluido Rocket Delivery al día siguiente; venta de electrodomésticos y alimentos frescos; y un aumento constante de clientes. La empresa había creado 2.500 puestos de trabajo en 2014 y 30.000 en 2019; los costos laborales aumentaron correspondientemente de 100 mil millones de wones en 2014 a 1,4 billones de wones en 2019. En 2020, la pandemia de COVID aceleró las ventas de la empresa.
Según SoftBank, el valor estimado de Coupang es de $ 9 mil millones, y hasta la fecha ha ganado $3.4 mil millones en fondos de riesgo. SoftBank financió a la compañía con $ 2 mil millones en 2018 y mil millones de dólares en 2015.
Tras la salida a bolsa de Coupang en marzo de 2021, SoftBank posee un tercio de la empresa, Greenoaks Capital tiene una participación del 16,6%, Maverick Holdings el 6,4% y Rose Park Advisors el 5,1%. BlackRock tiene una participación del 2,1 % y el director ejecutivo, Bom Suk Kim, posee aproximadamente el 10,2%.
Sus ventas aumentaron 74% en el primer trimestre de 2021 con $4,260 millones registrados, en comparación con el primer trimestre de 2020. Su pérdida neta año tras año aumentó un 180% a $ 295 millones durante ese mismo período.
| Año  | En millones de dólares | En millones de dólares | En millones de dólares |
| Año  | Ingresos               | Ingresos brutos        | Ingresos netos         |
| ---- | ---------------------- | ---------------------- | ---------------------- |
| 2018 | 4,054                  | 189                    | − 1,098                |
| 2019 | 6,273                  | 1,033                  | − 699                  |
| 2020 | 11,967                 | 1,986                  | − 463                  |
| 2021 | 18,406                 | 3,109                  | − 1,543                |

## Servicios

### Rocket Delivery
Coupang es bien conocido por su sistema de entrega rápido y eficiente. Rocket Delivery es un servicio exclusivo mediante el cual los artículos pedidos antes de la medianoche serán entregados durante la noche por el propio personal de entrega de Coupang. En julio de 2020, el personal de Rocket Delivery de Coupang pasó a llamarse Coupangman a Coupangfriend (쿠팡친구), ya que la cantidad de repartidoras ha aumentado y para implicar un servicio amable.
El servicio Rocket Delivery es gratuito para los suscriptores de membresía de Coupang Rocket, para quienes la entrega es gratuita para todos los productos etiquetados con Rocket Delivery. Rocket Delivery se ofrece a los no suscriptores si compran más de KRW19,800. Se estima que el 32% de los usuarios de Coupang están suscritos. 99,3% de los pedidos de Coupang Rocket Delivery se entregan en el plazo de un día.
El servicio Rocket Delivery es posible a través de 200 almacenes que tienen aproximadamente 20 millones de pies cuadrados en todo el país. Los centros logísticos de Coupang almacenan aproximadamente 5,3 millones de tipos de productos y se almacenan mediante un sistema de almacenamiento eficiente llamado Random Stow Algorithm. Cada día se envían alrededor de 1,7 millones de productos Rocket Delivery desde los centros logísticos.

### Rocket Wow

Logotipo de Coupang Rocket Wow

Rocket Wow, un servicio de suscripción de pago, similar a Amazon Prime, cuesta a los usuarios 2900 KRW al mes. El 30 de diciembre de 2021, Coupang ajustó la cuota de membresía a KRW 4990 por mes. El aumento del servicio de suscripción se ha aplicado a los nuevos suscriptores.
Las características de Rocket Wow son:
- Entrega gratuita para todos los productos etiquetados con Rocket Delivery
- Devolución gratuita en 30 días
- Descuentos en productos etiquetados Rocket Wow
- Entrega en un día
- Recibir productos Rocket Fresh por la mañana

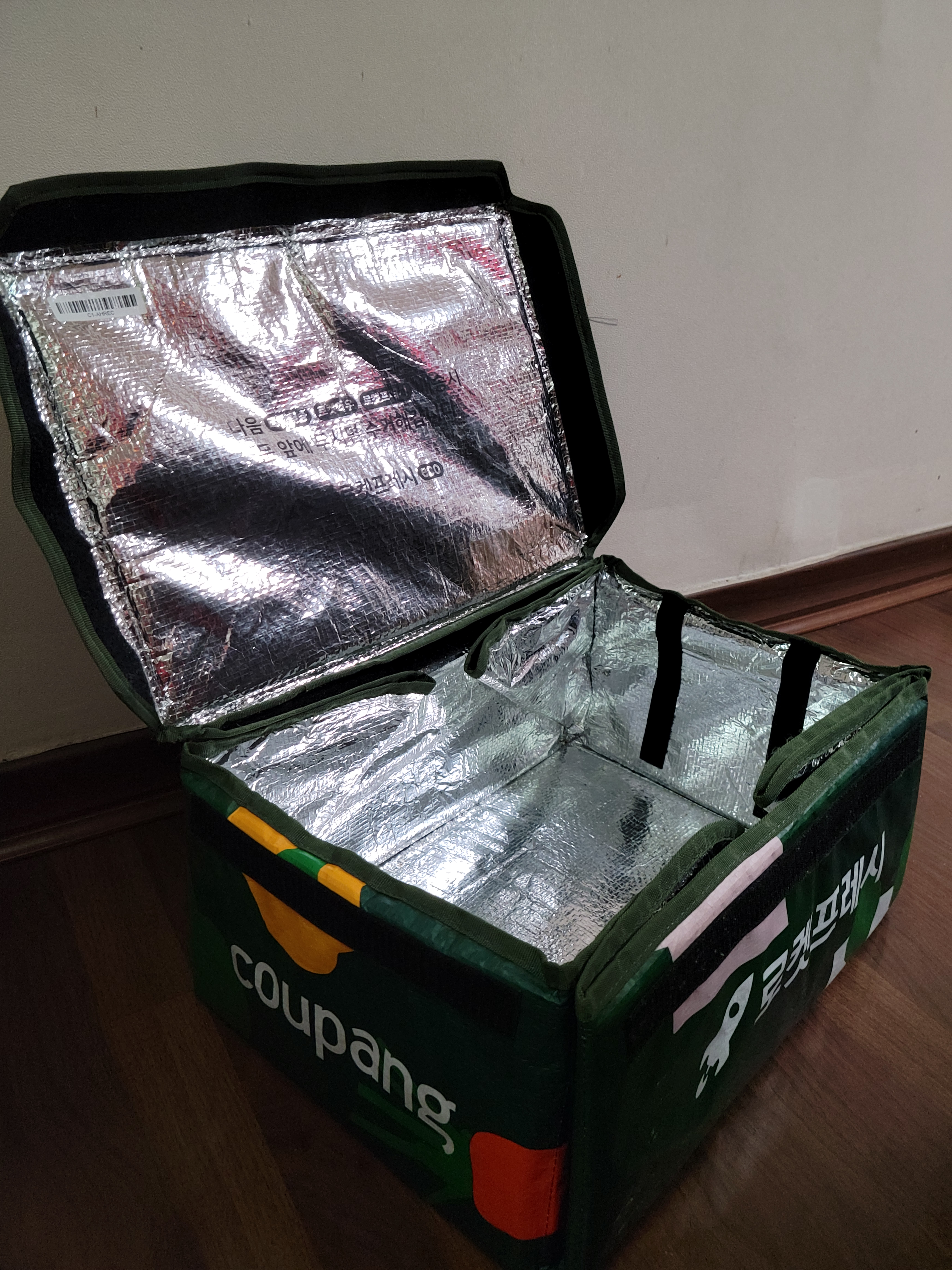
Bolsa ecológica Coupang Rocket Fresh

- Uso de Coupang Play

### Rocket Fresh
Rocket Fresh es un servicio de entrega de alimentos frescos. Similar a Rocket Delivery, Rocket Fresh entrega alimentos frescos durante la noche. Los usuarios pueden recibir la comida a las 7 a. m. si hacen el pedido antes de la medianoche. El servicio cubre hasta 8.500 tipos de alimentos. Ha ahorrado tiempo en las compras de comestibles y ha permitido el distanciamiento social para prevenir el COVID-19.
Cuando los suscriptores de Rocket Wow solicitan Rocket Fresh, pueden elegir la opción de entrega de Rocket Fresh Eco, que es una opción para entregar los alimentos dentro de una bolsa ecológica fresca reutilizable en lugar de una caja de papel. La bolsa conserva los alimentos frescos y se vuelve a recoger en la próxima entrega del cliente.

### Rocket Direct Purchasing para productos extranjeros
Los usuarios pueden comprar productos extranjeros a través de Coupang. Rocket Direct Purchasing permite que los productos extranjeros se entreguen en un plazo de 3 días.

### Coupang Eats
Coupang Eats es un servicio de comida a domicilio como Uber Eats. Los usuarios de Coupang pueden pedir comida de los restaurantes, con entrega por parte de Coupang que se puede rastrear en tiempo real. Según el "Informe de tendencias del servicio de entrega 2021" publicado por la empresa de investigación de mercado Open Survey, el uso de la aplicación de servicio de entrega fue superado por Baemin (88,6 %), Yogiyo (68,2 %) y Coupang Eats (34,7 %). En comparación con el año anterior, Baemin subió un 8,9 por ciento, Yogiyo cayó un 0,1 por ciento y Coupang Eats subió un 28,6 por ciento. El crecimiento interanual de Coupang Eats también se notó en la encuesta de reconocimiento de cada aplicación. Baemin aumentó 2,4 puntos porcentuales del 93,4 por ciento del año pasado al 95,8 por ciento este año, Yogiyo se mantuvo en el 90 por ciento y Coupang Eats saltó 49,1 puntos porcentuales del 23,3 por ciento al 72,4 por ciento. Baedaltong cayó del 62,7 por ciento al 55,5 por ciento. Coupang Eats encabezó la lista con un 74 por ciento de satisfacción con las aplicaciones de entrega.

### Coupang Flex
Coupang Flex es un servicio de outsourcing que proporciona empleo temporal a cualquier persona mayor de 18 años. Las personas pueden elegir la fecha en la que desean trabajar y su trabajo principal es la entrega. Aquellos que tienen autos pueden recoger los paquetes en los centros logísticos de Coupang y entregarlos ellos mismos. Los que no tienen auto asisten al Coupangman. A los usuarios de Coupang flex se les paga 800 KRW por paquete durante el día y 1200 KRW por paquete durante la noche. En promedio, tienden a entregar de 50 a 60 paquetes por día.

### Coupang Play
Coupang Play es un servicio de transmisión de video basado en suscripción de Corea del Sur lanzado por Coupang en diciembre de 2020. Se basa en los activos del antiguo Hooq . Después de que el contenido de SNL Korea 2, que satirizaba a los candidatos a presidente y congresistas coreanos, se volviera viral, ganó popularidad con una tarifa de suscripción razonable en comparación con otros servicios OTT como Netflix, Wavve y TVING.

#### Retransmisiones deportivas
Fútbol
- Selección de fútbol de Corea del Sur
- Liga K
- LaLiga de la temporada 2023/24
- Liga 1
- Primera División A belga
- Major League Soccer (compartido con el pase de temporada de la MLS de Apple TV+ )
- Superliga Grecia

Otros deportes
- Liga Nacional de Fútbol
- Liga Nacional de Hockey
- Fórmula 1

#### Programación original
Guion
- Un día ordinario (2021)[38]
- Ana (2022)[39][40]

Sin guion
- Saturday Night Live Korea (2021; movido de tvN)[41]

### Coupang Pay
Coupang Pay es un servicio de pagos digitales que permite a los clientes realizar pagos fáciles. A mediados de 2020, la empresa escindió Coupang Pay como una subsidiaria fintech separada. A fines de 2020, Coupang Pay era el segundo sistema de pago más utilizado en Corea, con una facturación de liquidación de KRW 25 billones.

## Controversias

### Rocket Delivery
El propio servicio de entrega rápida de Coupang, que se introdujo en 2014 con el nombre de Rocket Delivery, se convirtió en un tema candente ya que prometía la entrega en 24 horas para compras por valor de más de 9800 wones. El servicio incluso entrega en días festivos. Gracias a esto, Coupang actualmente lidera la industria coreana de comercio electrónico en términos de ventas. Sin embargo, Coupang utiliza sus camiones de reparto comprados como vehículos privados, no como transporte de carga, por lo que las matrículas de los camiones de reparto son blancas en lugar de amarillas para la carga. En Corea, solo los camiones autorizados pueden transportar mercancías de terceros. Debido a que Coupang es un minorista, llevan sus propios productos, al igual que cualquier otro minorista que envía productos a los hogares de los clientes. Además, si los clientes cambian de opinión y devuelven su producto Rocket Delivery, deben pagar una deducción de 5000 wones por los costos de caja, embalaje y mano de obra, a menos que el cliente sea miembro del club Rocket Wow, un servicio de suscripción que ofrece entrega, devoluciones y transmisión en línea, entre otros beneficios.

### Muertes de trabajadores
Coupang ha estado involucrado en denuncias de activistas y familias de trabajadores que presuntamente murieron por exceso de trabajo. En abril de 2021, Kwon Young-gook, abogado y copresidente del Comité para los Derechos Humanos y la Salud de los Trabajadores de Coupang, dijo: "Siete empleados de Coupang y dos subcontratistas han muerto de trastornos cardiovasculares, como un ataque al corazón, durante el último año. . . . . De las nueve muertes, cinco están relacionadas con el trabajo nocturno ya que fallecieron durante o después del turno de noche". Según las estadísticas publicadas en el Korea Economic Daily, Coupang no había registrado muertes por accidentes laborales desde su lanzamiento en 2011, hasta finales de 2020.
Coupang no es la única empresa de logística y entrega que enfrenta tales quejas en 2021. Según la BBC, CJ Logistics y Hanjin Transportation son algunas de las múltiples empresas que han estado involucradas en la controversia, y los trabajadores de Lotte Global Logistics en Seúl se declararon en huelga. En abril de 2021, la empresa presentó Coupang Care, un sistema que permite a los empleados tomar descansos pagados y recibir capacitación sobre atención médica.

### Sistema de ganador de artículos
Existe un debate sobre el sistema Item Winner de Coupang, que selecciona el producto más barato entre los mismos productos que el único vendedor. Hay críticas de que los vendedores que ofrecen artículos por tan solo un won pueden monopolizar el mercado. De acuerdo con los términos y condiciones de Coupang, este derecho se delega a Coupang tan pronto como se publican la imagen y la marca comercial del producto. En el proceso, pueden surgir problemas porque los vendedores pueden usar las imágenes de otros vendedores, a través de los acuerdos de transferencia de derechos de autor de Coupang. En mayo de 2021, se informó que la Comisión de Comercio Justo estaba revisando la situación.